# Ben Spies
Ben Spies, född 11 juli 1984 i Memphis är en amerikansk roadracingförare. Han blev världsmästare i Superbike 2009. Spies körde sedan säsongen i MotoGP-klassen från 2010 till 2013.

## Roadracingkarriär
Spies körde i AMA Superbike där han blev mästare 2006 och 2007. Han tävlade för Suzuki. Han gjorde sin debut i MotoGP i Storbritanniens Grand Prix 2008. Han körde även de två amerikanska racen som wildcard, och blev sexa på Indianapolis. 2009 körde Spies VM i Superbike på en Yamaha och blev världsmästare. Han fick även köra ett lopp i Moto GP.
Roadracing-VM 2010 körde han för Moto GP-teamet Yamaha Tech 3. Till säsongen 2011 fick han ersätta Valentino Rossi i Yamahas fabriksteam. Han tog sin första Grand prix-seger på Assen den 25 juni 2011 och blev femma i VM. Säsongen 2012 gick dåligt för Spies. Han blev 10:a i VM medan stallkamraten Jorge Lorenzo blev världsmästare. Spies lämnade Yamaha efter säsongen och fick till 2013 kontrakt med Pramac Racing Team som är ett satellit-team för Ducati. Säsongen blev förstörd av skador och 26 oktober meddelade Spies att han avslutat sin tävlingskarriär.
| Säsong | Klass     | Plac. | Poäng | Segrar | Starter | Motorcykel | Team                  | Startnr |
| ------ | --------- | ----- | ----- | ------ | ------- | ---------- | --------------------- | ------- |
| 2008   | MotoGP    | 19    | 20    | 0      | 3       | Suzuki     | Rizla Suzuki MotoGP   | 11      |
| 2009   | Superbike | 1     | 462   | 14     | 28      | Yamaha     | Yamaha WSB            | 19      |
| 2010   | MotoGP    | 6     | 176   | 0      | 17      | Yamaha     | Monster Yamaha Tech 3 | 11      |
| 2011   | MotoGP    | 5     | 176   | 1      | 16      | Yamaha     | Yamaha Factory Racing | 11      |
| 2012   | MotoGP    | 10    | 88    | 0      | 16      | Yamaha     | Yamaha Factory Racing | 11      |
| 2013   | MotoGP    | 21    | 9     | 0      | 2       | Ducati     | Pramac Racing Team    | 11      |

## Statistik MotoGP
Uppdaterad till 31 december 2012
| Nr | Grand Prix | År   |
| -- | ---------- | ---- |
| 1  | TT Assen   | 2011 |

| Nr | Grand Prix   | År   |
| -- | ------------ | ---- |
| 1  | Indianapolis | 2010 |
| 2  | Valencia     | 2011 |

| Nr | Grand Prix     | År   |
| -- | -------------- | ---- |
| 1  | Storbritannien | 2010 |
| 2  | Katalonien     | 2011 |
| 3  | Indianapolis   | 2011 |